# Acanthastenasellus forficuloides
Acanthastenasellus forficuloides är en kräftdjursart som beskrevs av Chelazzi och Messana 1985. Acanthastenasellus forficuloides ingår i släktet Acanthastenasellus och familjen Stenasellidae. Inga underarter finns listade i Catalogue of Life.